# Onze-Lieve-Vrouwekerk (Bevingen)
De Onze-Lieve-Vrouwekerk is een bedevaartkapel en voormalige parochiekerk in Bevingen, een gehucht in Neigem in de stad Ninove in de Belgische provincie Oost-Vlaanderen. Het gebouw staat op een heuveltje, aan de straat Bevingen.

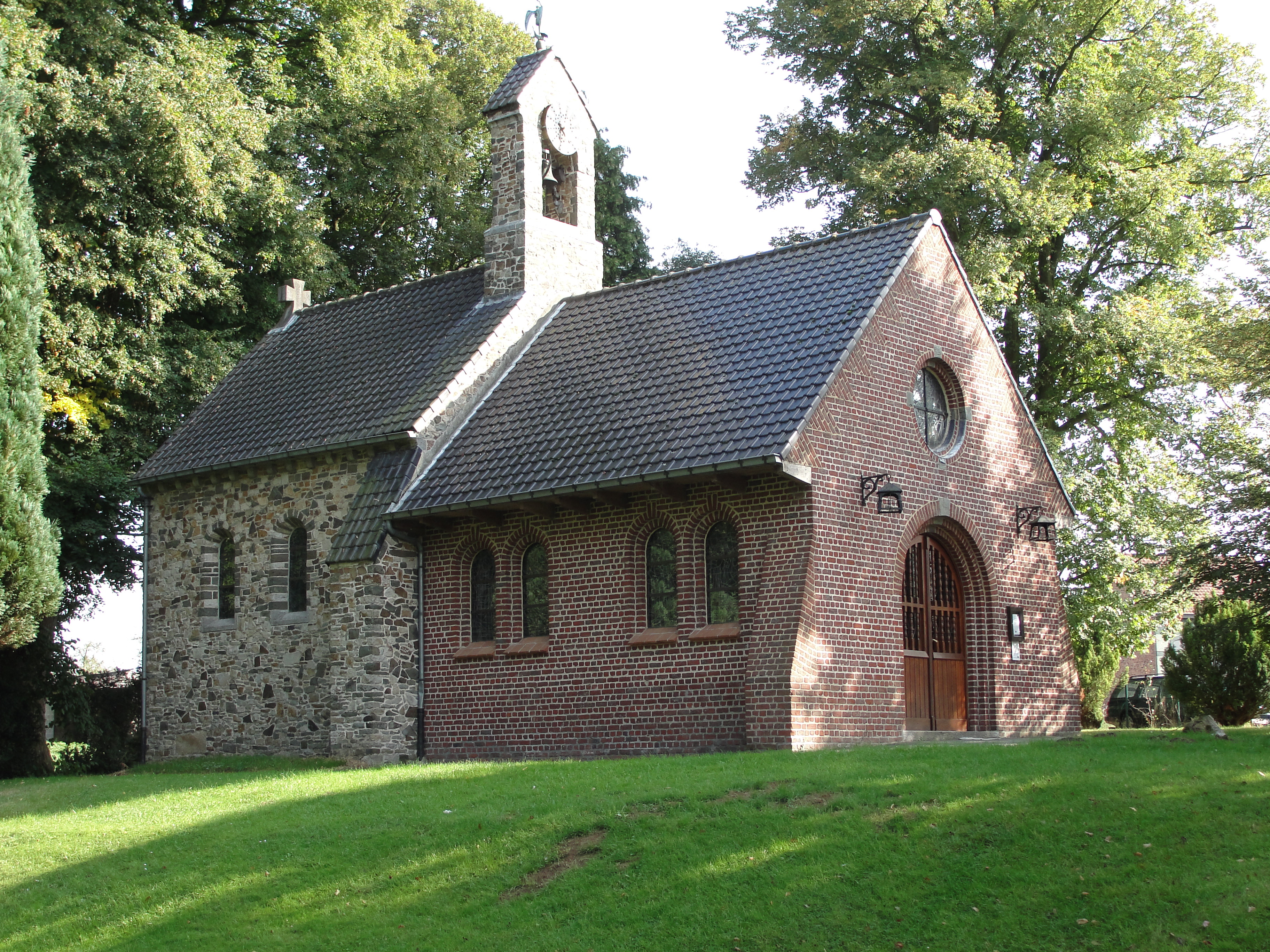
Onze-Lieve-Vrouwekerk

## Geschiedenis
In de tweede helft van de 12e eeuw werd hier in opdracht van de Heren van Wedergraete een romaans kerkje gebouwd. Het betrof een kleine kruiskerk met vieringtoren en vlakke koorsluiting, gebouwd in ijzerzandsteen en zandsteen. Het was een parochiekerk en in 1265 werd al melding gemaakt van de functie van bedevaartkapel. De parochiekerk kwam in de 13e eeuw in de slotkapel van het Kasteel van Neigem.
Na 1650 werd het kerkschip, de toren en het transept gesloopt en bleef slechts het koor bestaan, dat in gebruik bleef als kapel. In 1790 werd een klein bakstenen kerkschip tegen het koor aangebouwd. In 1932 werd dit gesloopt en vervangen door een nieuw en groter kerkschip in neoromaanse stijl naar ontwerp van Adrien Bressers.

## Gebouw
Het bakstenen kerkschip van 1932 heeft een rechthoekige plattegrond. Het romaans koor, dat iets hoger is dan het schip, werd op de originele onderbouw herbouwd in onregelmatig uitgehouwen natuurstenen. Ook werd boven het koor een klokkengevel aangebracht.
Achter het kerkje bevindt zich een kruisweg, bestaande uit een aantal niskapelletjes, opgericht in 1951.
In het koor bevindt zich een 16e-eeuws gepolychromeerd Mariabeeld.